# Razer
Razer je američka kompanija koja je bazirana u Kaliforniji, specijalizovana za proizvode specifičnog tržišta igrača. Razer brend se trenutno prodaje kao Razer USA Ltd. 

## Istorija
Razer je osnovan 1998 od strane tima inženjera za razvoj i marketing stručnjaka za prodaju najboljeg miša za igranje igrica, pod nazivom Boomslang čija je ciljna grupa igrači.
Na CES2011, Razer je predstavio Razer Switchblade protip uređaja za igranje igrica.
Na CES2013, Razer je otkrio svoj Razer Edge tablet računar koji je prethodno poznat kao Project Fiona. Tablet koristi Windows 8 operativni sistem, i dizajniran je sa namerom da služi za igranje igrica.
U maju 2013. godine, Razer je predstavio 14-inčni Blade i 17-inčni Blade Pro laptopove za igranje igrica sa četvrtom generacijom Intel Haswell procesora. Razer Blade 14-inčni prenosivi laptop je nazvan "svetski najtanji laptop za igranje igrica" i bio je tezak samo 1.8 kg., dok je 17-inčni Razer Blade Pro bio opremljen sa 'Switchblade' LCD ekranom.

Na CES 2014, Razer otkriva Project Christine, modularni PC za igranje igrica. Svaka od grana na računaru je posebna komponenta -CPU, GPU, hard disk-koji se jednostavno priključuje u centralni skelet računara. Jednom priključeni u Project Christine odmah se sinhornizuje novo dodati modul kroz PCI-Express.

## Proizvodi
Lista Razer proizvoda.
Razer proizvodi su obično napravljeni za igrače. Najveći deo Razer proizvodu su periferija za PC uključujući miša, tastaturu, slušalice, podloge i džojstici. Razer je isto napravio laptop (the Razer Blade), tablet (the Razer Edge), a nedavno je objavio VOIP softver Razer Comms. Razer DeathAdder je najpopularniji i najprodavaniji proizvod ove kompanije.
Većina Razer proizvoda je nazvano prema otrovnim životinjama, počevši od zmija (miševi), insekata (podloge za miša), paukova (tastature), preko morski stvorenja (slušalica), sve do mačaka (periferije računara). Razer Blade i Razer Edge su dobili imena po trokrilnim sečivima.

## Razer tim

### 2014
- Robert Razerguy Krakoff postaje predsednik Emeritus
- Team Razer pobedjuje na CES 2014
- Team Razer Project Christine menja izgleda sveta igri, i ovaj projekat ce pobediti na CES 2014
- Team Razer predstavlja Nabu - prvi uredjaj koji će moći da obaveštava, prati život, band-to-band društveno povezivanje.

### 2013
- Team Razer sponzoriše Evil Geniuses.
- Team Razer sponzoriše Alliance.
- Team Razer predstavlja CLG DeathAdder 2013 model.
- Team Razer predstavlja Evil Geniuses Taipan, BlackWidow i Goliathus proizvode.
- Alliance pobedjuje The International 3.
- Team Razer ima preko 180 podium plasmana.
- Team Razer zarađuje $3.5 miliona od nagradnog fonda.

### 2012
- Team Razer sponzoriše Counter Logic Gaming – prdstavljaju CLG DeathAdder i CLG Goliathus eSports izdanje.
- Team Razer predstavlja the Team Liquid Goliathus eSports izdanje.
- Razer sponzoriše Taipei Assassins koji pobeđuju u finalu RIOT sezone 2.
- Razer sponzoriše the Team Liquid Star League.
- Do kraja godine, Team Razer sponzoriše preko 50 konkurenthing gaming timova širom sveta, sa preko 400 igraća u 35 država.
- Team Razer zarađuje $3 miliona od nagradnog fonda.

### 2011
- Razer započinje partnerstvo sa Team Liquid, StarCraft II zajednice i stručnog tima.
- Razer sponzoriše IGN Pro League 3.
- Razer sponzoriše SlayerS_BoxeR, Team Liquid, Manaflask, i Method.

### 2010
- Razer sponzoriše Intel Extreme Masters.
- Razer sponzoriše Korejsku organizaciju 'WeMade Fox'.

### 2009
- Razer predstavlja Razer Sphex eSports izdanje sa Sky, Team Dignitas, Meet Your Makers, i Mousesports.

### 2008
- Razer sponzoriše Warcraft III stručnjaka Xiao Feng "Sky" Li i Jaeho "Moon" Jang koji nose Olimpijsku baklju kroz Kinu pre Olimpijade u Pekingu 2008.
- Razer sponzoriše Evil Geniuses.
- Razer sponzoriše Electronic Sports World Cup Germany.
- Razer sponzoriše Intel Extreme Masters III.

### 2007
- Razer osniva kancelariju u Seulu, kako bi se fokusirali na testiranje profesionalnih igrača.

### 2006
- Razer nastavlja to sponsor the CPL, sa obnovljenog podrškom za Quake i Counter-Strike.
- Razer DeathAdder je predstavljen, ubrzo postaje jedan od najpopularnijih miševa za konkuretno igranje igrica.
- Razer osniva Razer Comms

### 2005
- Team Razer predstavlja Diamondback dvoličan miš.
- Razer otvara novu kancelariju u San Francisku.
- Razer predstavlja novi moto 'For gamers, by gamers'.
- Sedište Razer-a se otvara u Karlsbad, Kaliforniji.
- Min Liang Tan postaje generalni i kreativni direktor Razer-a.
- Rober je izabran za predsednika.

### 2000
- Razer sponzoriše Cyber Athlete Professional League (CPL) sa $100,000.
- Razer postaje prvi zvanični sponzor Jonathan "Fatal1ty" Wendel.

### Poznati igrači i timovi
Tim Razer se udružio sa mnogim profesionalnim sportistima. Uključujući:

### Timovi
- Team SlayerS
- Evil Geniuses
- Team Liquid
- Team Dignitas
- Counter Logic Gaming
- Alliance
- Mousesports
- CJ Entus
- KT Rolster
- Team Titan
- Mastermind e-Sports Club
- paiN Gaming
- Hanoi Full Luois
- Keyd Stars

### Igrači
- Lim “BoxeR” Yo-hwan
- Jonathan “Fatal1ty” Wendel
- Jonathan "Loda" Berg
- Justin Wong
- Lee "Flash" Young Ho
- Lee "JaeDong" Jae-Dong
- Lee "NaDa" Yoon Yeol
- Jang "Moon" Jae Ho
- Stephen "Snoopeh" Ellis
- Henrik “Froggen” Hansen
- Andy "Reginald" Dinh
- Alexei "Cypher" Yanushevsky
- Li "Sky" Xiao Feng
- Ken "SephirothKen" Hoang
- Kevin "PPMD" Nanney
- Adam "Armada" Lindgren
- Juan "Hungrybox" Debiedma
- Yusuke "EG Momochi" Momochi
- Gabriel 'FalleN' Toledo

### Značajni partneri turnira
- IEM (Intel Extreme Masters)
- CPL (Cyber Professional League)
- WCG (World Cyber Gamers)
- BWC (Blizzard World Championships)
- ESWC (Electronic Sports World Cup)
- IGN Pro League 3
- GSL (Global StarCraft II League)